# احمق کوچولوی بیچاره
«احمق کوچولوی بیچاره» (انگلیسی: Poor Little Fool) یک ترانه راک اند رول از ریکی نلسون است. این ترانه اولین تک‌آهنگی بود که به رتبه یک در جدول فروش موسیقی ۱۰۰ آهنگ داغ بیلبورد ایالات متحده آمریکا قرار گرفت

## پیوند های بیرونی
https://www.aparat.com/v/sXWjA/%D8%A7%D9%87%D9%86%DA%AF_%D8%A7%D8%AD%D9%85%D9%82_%DA%A9%D9%88%DA%86%DA%A9_%D8%A8%DB%8C%DA%86%D8%A7%D8%B1%D9%87_%D8%A7%D8%B2_%D8%B1%DB%8C%DA%A9%DB%8C_%D9%86%DB%8C%D9%84%D8%B3%D9%88%D9%86_Ricky_Nelson-_Poor